# Олександра Орлова
Олекс́андра Вячесл́авівна Орл́ова (нар. 31 березня 1984, Кам'янець-Подільський) — українська письменниця, авторка дитячих книжок, педагог-монтессорі, перекладачка, літературна оглядачка.

## Біографія
Народилася в Кам'янці-Подільському, де закінчила середню школу. У 2001 році переїхала до Києва, навчалася в Київському Міжнародному Університеті на факультеті журналістики і пізніше в Інституті розвитку дитини при НПУ ім. М. П. Драгоманова. З 2004 року розпочала активну творчу та наукову діяльність, які поєдналися у першому в Україні експериментальному проєкті з казкотерапії, писала казки та оповідання для дітей дошкільного віку, статті з психології. У 2007 році закінчила свою першу фантастичну повість «Катрусина любов», що була представлена серед конкурсних робіт у «Коронації слова». У 2009 році почала працювати педагогом за методом Монтессорі на базі Українського Монтессорі-центру. У цей же період Олександра працювала над двома циклами філософських оповідань, писала матеріали для українських педагогічних та дитячих періодичних видань. У 2012 році переїхала в Сіетл (штат Вашингтон) і розпочала активну літературну та перекладацьку діяльність. Наразі разом із чоловіком мешкає в місті Вудинвіль, де продовжує письменницьку роботу, займається перекладами, дописує та знімає для блогів в Instagram і на YouTube. Має британського короткошерстого кота на ім'я Ешер.

## Творчість

### Видання
- «Подорож до країни Мурвіль» (2013) Видавництво Зелений пес.
- «Ліза і друзі. Слова ввічливості/Lisa and Friends. Polite Words» (2016)
- «Ліза і друзі. Сім'я/Lisa and Friends. Family» (2017)
- Серія англомовних видань[2] для проєкту Chimalecha Books (2017).
- Збірка оповідань для молодших підлітків «Окуляри і кролик гном»[3] видавництва Братське. Оповідання «Окуляри і кролик-гном» (2018).
- Упорядниця та одна з авторів збірки «Теплі історії в конвертах» із серії українських бестселерів «Теплі історії» видавництва Брайт Букс. Оповідання: «Відкрити в разі сімейної сварки», «Валансі пише листи», «Близнючки» (2018).
- Авторка історії Гайдемарі Стефанишин-Пайпер у книжці «Це зробила вона» видавництва Видавництво (2018).
- «Ом і Дзень». Книжка-картинка. Видавництво Книгаренька (2018).
- «Чайна книжка. Історії про чай і не тільки». Збірка оповідань. Видавництво Брайт Букс (2019).
- «Нечуй Невмирущий». Повість. Видавництво Ранок (2019).
- Гарбузова відпустка/Pumpkin Holiday. Білінгва. Видавництво Крокус (2019).
- Чарівне горнятко. Книжка-картинка. Видавництво Читаріум (2019).
- Морські тезки. Mix and Match. Видавництво Маміно (2020).
- Ключ до всіх дверей. Повість. Видавництво Читаріум (2020).
- Де ти, Діно?[4] Казка. Видавництво Старого Лева (2021).
- Чотири князівни. Збірка оповідань. Видавництво Портал (2021).
- Парфумерний щоденник Зої. Повість. Видавництво Старого Лева (2022).
- Мандрівка шоколаду. Науково-пізнавальне видання. Видавництво Старого Лева (2023).
- Різдвяні казки пані Софії. Збірка казок. Видавництво Читаріум (2023).

### Відзнаки
2019 року повість «Нечуй Невмирущий» отримала відзнаку незалежного журі рейтингу «Топ БараБуки».
Книжка «Чарівне горнятко» була відібрана до каталогу Українського інститут книги і представлена на українському стенді Франкфуртського книжкового ярмарку восени 2019 року.
2020 року за рішенням фахового журі рейтингу «Топ Барабуки» книжка «Морські тезки» була відзначена в категорії «Перша книжка малюка», повість «Ключ до всіх дверей» названо «Книжкою року для читачів 11+».
2022 року видання «Парфумерний щоденник Зої» отримала відзнаку «Підліткова книжка року» рейтингу «Топ Барабуки».
Книжки «Чотири князівни», «Парфумерний щоденник Зої» та «Мандрівка шоколаду» увійшли до переліку найкращих видань 2021, 2022 та 2023 років за версією PEN Ukraine.

### Журналістика, блоги, переклади
Олександра є періодичною дописувачкою ресурсів UA Modna, Yakaboo, Читомо, БараБука та інших. Переклала з англійської твори Джудіт Керр, Джилл Барклем, Марі-Луїз Ґей, Квентіна Блейка, Астрід Шекелс, Синтії та Браяна Паттерсонів.